# Éclade
A “éclade de moules” ou “churrasco de mexilhão” é uma preparação tradicional da região Charente-Maritime, na França, em que se abrem os mexilhões numa espécie de fogueira feita na praia. É uma forma de convívio, como acontece nos Estados Unidos com o cozido de lagostim, ou na África do Sul com o “braai” (churrasco).
Os mexilhões arrumam-se cuidadosamente, todos com a ponta para cima, na forma duma flor ou duma espiral, sobre um prato de madeira em que se espetaram alguns pregos no meio para ajudar a fixar os mexilhões; quando o prato está cheio, cobre-se com uma boa camada de agulhas de pinheiro a que se deita fogo, fazendo com que os mexilhões cozam. Servem-se com pão, manteiga e vinho. 
O nome do prato deriva duma língua local, em que se chama “éguiade”, o que pode estar relacionado com as agulhas de pinheiro (“aiguilles”, em francês). 

## A cultura dos mexilhões em Charente-Maritime
Para além da abundância de mexilhão nas águas da baía de Aiguillon, o molusco tem sido criado em postes desde o século XIII, os “moules bouchots”. Por essa razão, os mexilhões fazem parte da dieta diária nesta região e em todos os restaurantes locais, e as autoridades tentaram a “Appellation d’Origine Contrôlée” para este produto, em competição com os do Monte St. Michel, na Normandia, que também são famosos.
Nas ilhas de Ré e de Oléron, na baía de Aiguillon, os mexilhões podem ser servidos vivos, como ostras, com uns pingos de sumo de limão, abertos no vapor de vinho branco e água do mar e servidos com crème fraîche, ou num molho de caril, conhecido como “mouclade”. O porto de La Rochelle, no continente, foi um dos principais para a importação de especiarias, vindas de Espanha e de África, por isso esta popularidade da “mouclade”. 